# نوبو کیو
نوبو کیو (انگلیسی: Nobuo Kyo؛ زادهٔ ۲۳ مارس ۱۹۷۹) بازیگر اهل ژاپن است. وی از سال ۲۰۰۰ میلادی تاکنون مشغول فعالیت بوده‌است.